# Грушевка (Минск)
Гру́шевка (бел. Гру́шаўка) — микрорайон в Московском районе города Минск.

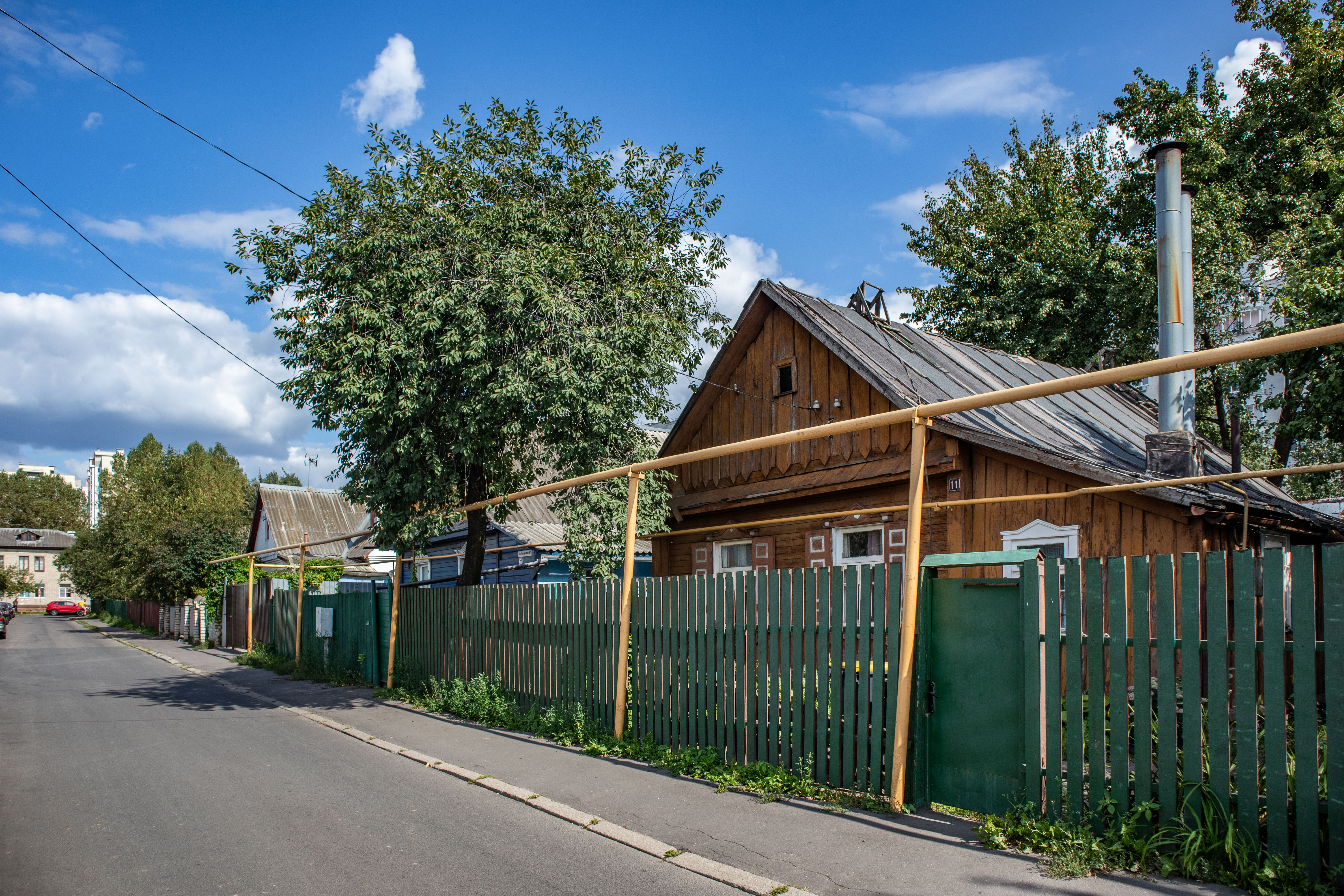
Частный сектор, видна жёлтая труба для газификации домов (улица Смирнова)

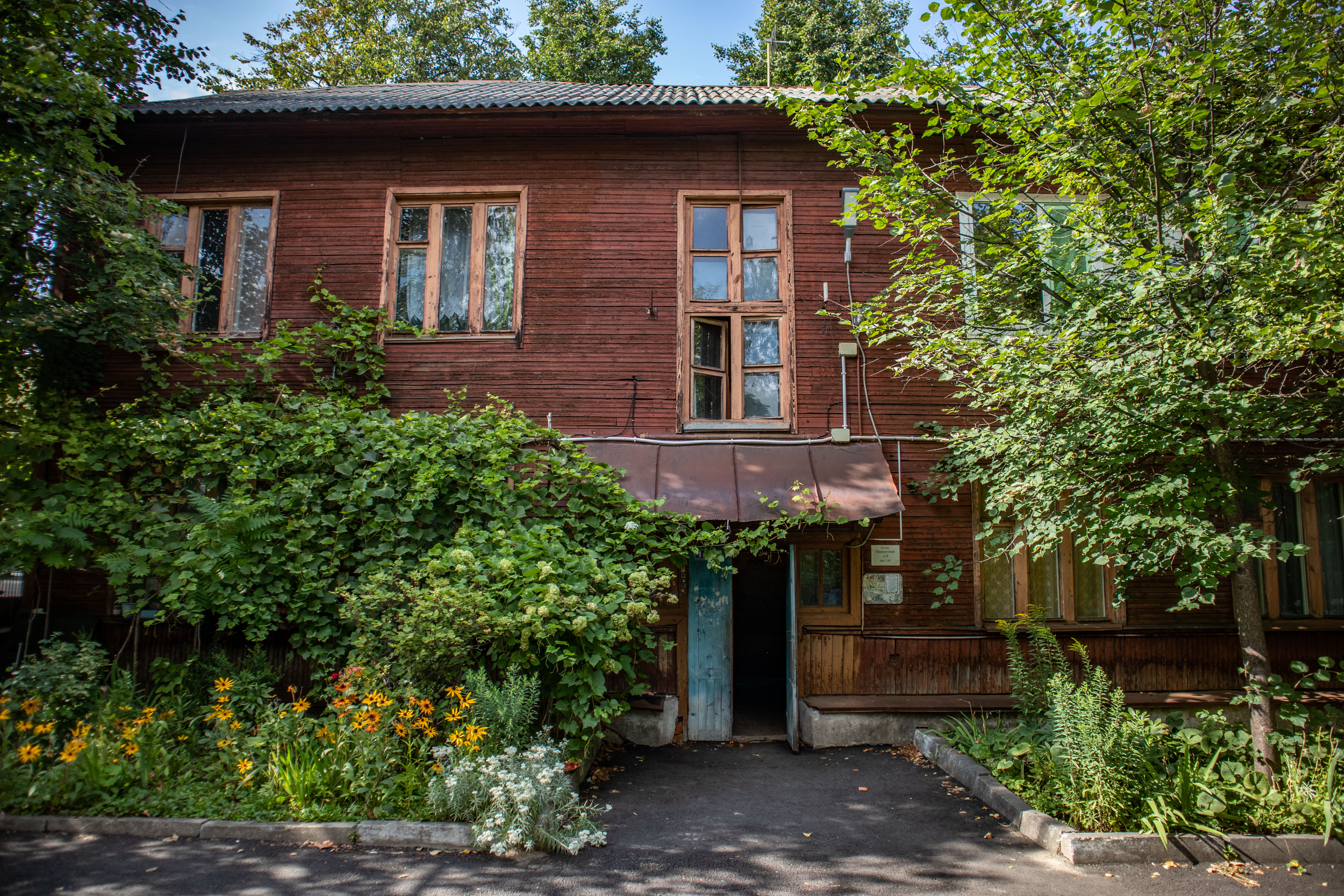
Один из последних деревянных бараков (улица Парашютная)

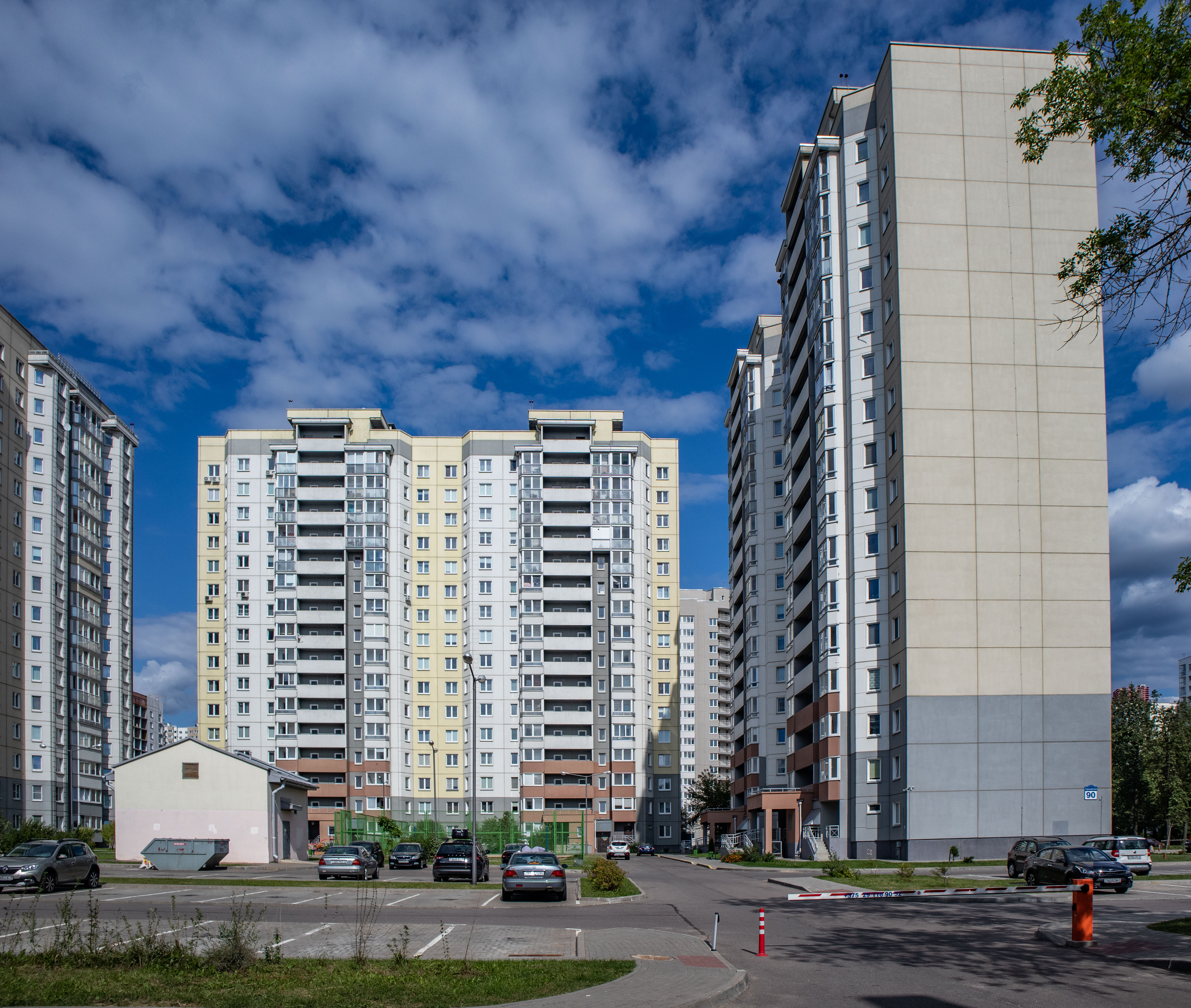
Многоэтажные дома 2010-х годов

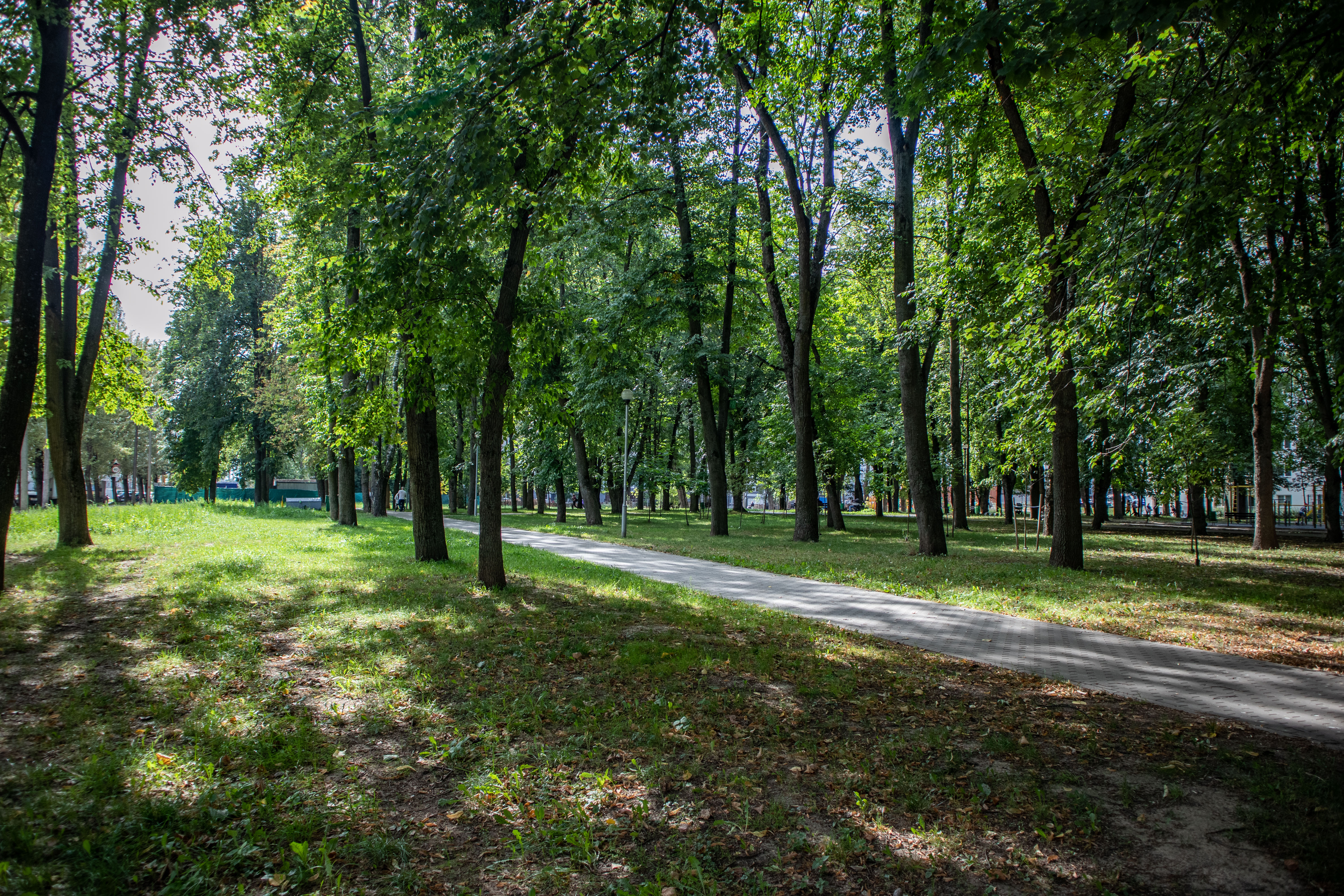
Грушевский сквер

## Расположение
К западу от железнодорожного вокзала, между Уманской улицей, проспектом Дзержинского и железной дорогой Минск — Брест. Граничит с историческими районами Медвежино, Плещанка и Добрые Мысли.

## Улицы
Здесь проходят улицы Железнодорожная, Грушевская, Щорса и другие.
В июле 2012 закончено строительство первой в Беларуси трёхуровневой развязки на пересечении второго кольца и проспекта Дзержинского. Проспект Дзержинского проходит по верхнему полотну. Нижняя часть путепровода — проспект Жукова. Средний уровень предназначен для связи между этими двумя проспектами. Сейчас с помощью развязки можно запросто попасть с улицы Щорса на улицу Гурского, с проспекта Жукова — на проспект Дзержинского. Аналогично и в обратных направлениях.
- до реконструкци развязка состояла из двух уровней;
- длина восьмиполосной трёхуровневой развязки составляет 458 метров;
- развязка состоит из 17 пролётов, 18 опор с максимальной высотой 15 метров;
- на строительство было затрачено 250 миллиардов рублей;
- вместо запланированных на строительство 50 месяцев развязку построили за 29 месяцев;
- под третьим уровнем развязки находятся 2 стоянки для автомобилей;
- на втором уровне развязки установлены композиции из травы и кустов в виде животных. Среди них, например, медведь и зубр;
- напротив развязки строится 426-квартирный жилой дом «Колизей».

## Тип застройки
Большая часть — частный сектор, до- и послевоенные двухэтажные дома. Небольшое количество элитных многоэтажных новостроек. В настоящее время идёт активная застройка района.

## Метро
В центре микрорайона находится одноимённая станция метро «Грушевка» Московской линии, следующая за станцией «Институт Культуры» (расстояние между станциями равно 1400 м). Она размещается на пересечении проспекта Дзержинского и ул. Щорса.

## Парки
Между Парашютной, Папанина и Декабристов расположен парк. В 2009 году он получил название Грушевский сквер.
В границах улиц Грушевская, Окрестина, Дубравинская и проспекта Жукова расположен сквер Окрестина.